# David Cecil (Politiker)
David Cecil (* um 1460; † 1540) war ein englischer Politiker, Adliger und Höfling walisischer Herkunft.

## Leben
David war der dritte Sohn von Richard Cecil ap Philip Seisyllt aus Alt-yr-Ynys an der Grenze zwischen Herefordshire und Monmouthshire. Er erwarb das Gut Burghley in der Nähe von Stamford in Lincolnshire. Er war dreimal Aldermann von Stamford. 1506 wurde er zum Yeoman of the Chamber ernannt. Cecil wurde 1504, 1510, 1512, 1515 und 1523 als Burgess für Stamford in das House of Commons gewählt. Ab 1513 war er Serjeant-at-ams und 1532 Friedensrichter von Rutland sowie von Juni 1532 bis November 1533 High Sheriff von Northamptonshire. Er war ein Favorit König Heinrichs VII. Es ist aber nicht bekannt welche Position er an dessen Hof innehatte.
Er starb vermutlich im September 1540 und wurde in der St. Georges Church in Stamford beigesetzt.
David Cecil war in erster Ehe mit Alice, Tochter des John Dicons of Stamford. Mit ihr hatte er zwei Söhne. In zweiter Ehe war er mit Jane, Tochter von Thomas Roos of Dowsby und Witwe von Edward Villers of Flore. Mit ihr hatte er eine Tochter. Sein Enkel William Cecil, 1. Baron Burghley, Sohn seines Sohnes Richard Cecil (Politiker, † 1553), war ein berühmter Staatsmann.